# Hey Luv (Anything)
Hey Luv (Anything) è il secondo singolo del gruppo rap statunitense Mobb Deep estratto dall'album "Infamy". È stato prodotto da Havoc e vi ha partecipato il gruppo R&B 112.

## Informazioni
La canzone ha raggiunto la posizione n.58 nella Billboard Hot 100 e la n.32 nella Hot R&B/Hip-Hop Songs.
Il suo testo è stato scritto dagli stessi Havoc, Prodigy e 112.

## Videoclip
La scena iniziale del videoclip mostra Havoc e Prodigy rappare davanti a uno schermo bianco e azzurro, in compagnia dei 112. L'ambientazione si svolge successivamente in stanze da letto in cui entrambi i membri del gruppo sono in intimità sessuale con bellissime ragazze, con le quali passano poi la notte. La scena finale mostra i rappers che, dopo essersi svegliati, si danno appuntamento all'aperto, ridendo e scherzando.

## Tracce
LATO A:
1. Hey Luv (Anything) [Clean Version]

LATO B:
1. Hey Luv (Anything) [Dirty Version]
2. Hey Luv (Anything) [Instrumental]

## Posizioni in classifica
| Chart (2002)                          | Posizione massima |
| ------------------------------------- | ----------------- |
| Billboard Hot 100 (USA)               | 58                |
| Billboard Hot R&B/Hip-Hop Songs (USA) | 32                |